# Ma Bufang
 (mai 2017).
Si vous disposez d'ouvrages ou d'articles de référence ou si vous connaissez des sites web de qualité traitant du thème abordé ici, merci de compléter l'article en donnant les références utiles à sa vérifiabilité et en les liant à la section « Notes et références ».
Ma Bufang (chinois simplifié : 马步芳 ; chinois traditionnel : 馬步芳 ; pinyin : mǎ bùfāng 1903-1975) est un chef militaire chinois de la clique des Ma (regroupement de seigneurs de la guerre musulmans Hui), actif à l'époque de la « Première République chinoise ». Il gouvernait, depuis 1919, une petite partie de la province du Qinghai puis sa presque totalité à partir de 1928.

## Biographie
Il est le fils de Ma Qi (马麒 / 馬麒, mǎ qí), qui a formé en 1915, dans le Qinghai, l'armée républicaine chinoise dite Armée Ninghai (宁海军 / 寧海軍, nínghǎi jūn en référence à la région autonome du Ningxia et à la province du Qinghai), et a reçu les postes civil et militaire du gouvernement de Beiyang à Pékin la même année, confirmant son autorité civile et militaire dans le Qinghai. Ma Qi prit le parti de la faction militaire Guominjun de Feng Yuxiang jusqu'à la Guerre des plaines centrales, où il se rallia au vainqueur, Tchang Kaï-chek.
En juillet 1931, Ma Qi est nommé président du Qinghaï tandis que son deuxième fils, Ma Bufang, devient commandant de la 9e division de l'armée nationale. Le Ningxia, le Gansu et le Qinghaï sont désormais sous la domination de musulmans ayant juré fidélité au nouveau gouvernement.
À la mort de Ma Qi la même année, son pouvoir est transféré au frère de celui-ci Ma Lin (马麟 / 馬麟, mǎ lín), qui est nommé gouverneur du Qinghai).

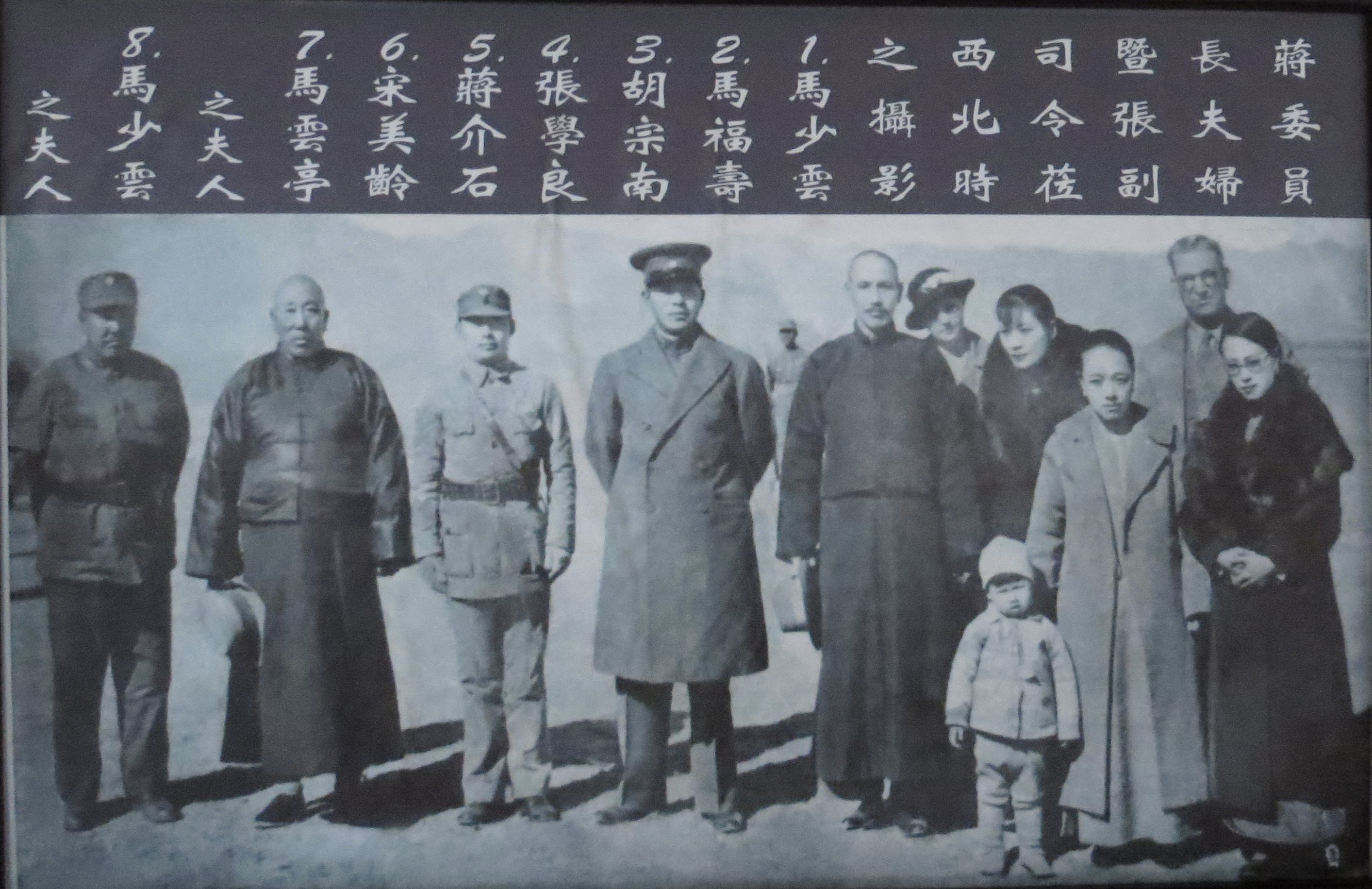
Ma Bufang et d'autres membres de sa famille, aux côtés de Tchang Kaï-chek.

En 1936, sous les ordres de Tchang Kaï-chek, avec l'aide des dernières forces de Ma Zhongying dans la province du Gansu, de Ma Hongkui (zh) et Ma Hongbin (zh) (马鸿宾 / 馬鴻賓, mǎ hóngbīn) dans la province du Ningxia, Ma Bufang et son frère Ma Buqing (马步青 / 馬步青, mǎ bùqīng) jouent un rôle important dans l'anéantissement des 21 800 hommes de Zhang Guotao qui avaient traversé le fleuve Jaune dans une tentative de renforcer la base communiste. Plus tard, Ma Bufang monta en grade grâce à l'implication du Kuomintang et força son oncle Ma Lin à lui concéder sa position en 1937. C'est ainsi que Ma Bufang devint le gouverneur du Qinghai, avec les pouvoirs civil et militaire, et en demeura le dirigeant jusqu'à la victoire des Communistes en 1949. Pendant la montée de Ma Bufang au pouvoir, avec son frère Ma Buqing et ses cousins Ma Hongkui et Ma Hongbin, ils aidèrent un autre de leurs cousins, Ma Zhongying, à prévaloir dans le Gansu, parce qu'ils ne souhaitaient pas que Ma Zhongying leur fasse concurrence sur leur propre terrain, et encouragèrent et aidèrent Ma Zhongying à développer sa propre base de pouvoir dans les autres régions comme le Gansu et le Xinjiang.

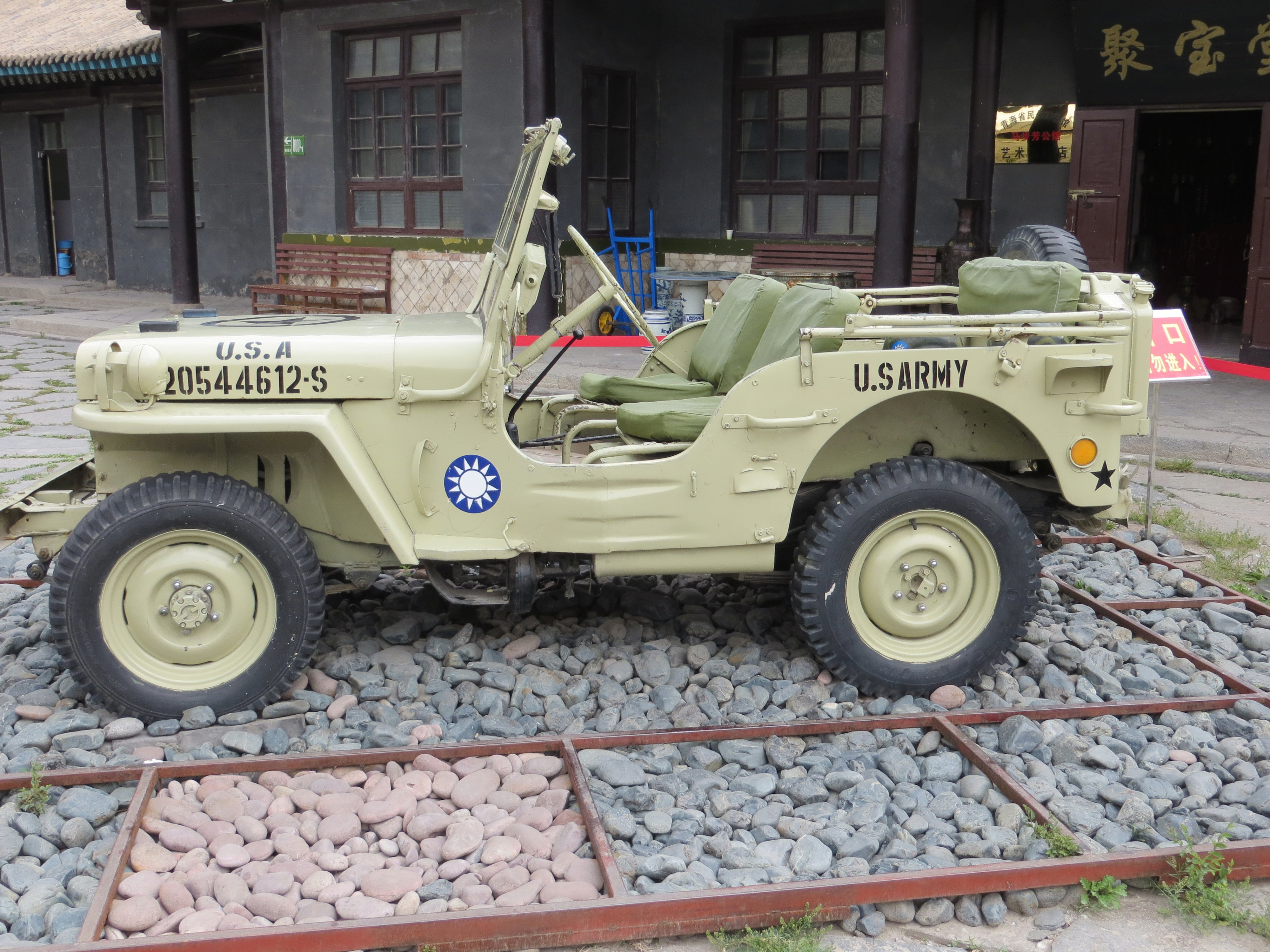
Jeep fournie par les États-Unis au parti nationaliste chinois et utilisée dans le Qinghaï, ici dans la résidence de Ma Bufang à Xining.

Ma Bufang imposa lourdement les populations tibétaines du Qinghai (ex-Amdo), entre 1930 et 1950.
Il demanda une forte rançon pour que le jeune Lamo Dhondup, le futur Tenzin Gyatso, 14e dalaï-lama, natif de la région, puisse se rendre à Lhassa. Selon Patrick French, Ma Bufang, qui était un ami de la famille de Diki Tsering, la mère du dalaï-lama, aurait personnellement joué un rôle dans le choix de ce dernier. Selon Diki Tsering, qui le connaissait depuis l'enfance car il était proche des deux frères de son père, Ma Bufang était l'ami de sa famille et cela est peut-être ce qui avait amené le régent du Tibet Taktra et le Kashag à reconsidérer leur projet de l'éloigner de Lhassa et d'emprisonner ses fils pour pouvoir exercer seuls le pouvoir.

### Guerre Qinghai-Tibet
Thubten Gyatso profite, en 1919, d'un conflit dans le monastère de Yushu pour envahir, sous l'impulsion des Britanniques, la province du Xikang (alors district spécial de Chuanbian), puis le sud du Qinghai en 1932. Ma Bufang et son armée, aux côtés du général han Liu Wenhui, contre-attaquent et défont les armées de Thubten Gyatso, le XIIIe dalaï-lama, dans la guerre Qinghai-Tibet, il reprend également plusieurs comtés de la province du Xikang[Interprétation personnelle ?],.

### Victoire du parti communiste
Lors de son offensive dans le nord-ouest de la Chine, l'Armée populaire de libération du Parti communiste chinois, menée par le Général Peng Dehuai, prend Xi'an au général hui Zongnan mais est attaquée par Ma Bufang. Venant de Taiyuan, le général Nie Rongzhen rejoint Peng et, avec son aide, défait l'armée de Ma Bufang à l'ouest de Xi'an. Lancés à sa poursuite, les communistes occupent, plus à l'ouest, Lanzhou, la capitale du Gansu, puis Xining (le 20 mai 1949).

### Fuite et exil en en Arabie saoudite
Ma Bufang s'enfuit à Chongqing, puis gagne Hong Kong. En octobre 1949, Tchang Kaï-chek l'exhorte à retourner dans le Nord-ouest pour résister à l'Armée populaire de libération, mais il choisit de s'envoler pour l'Arabie saoudite avec plus de 200 parents et subalternes, en invoquant le hajj.
En 1950, il part en Égypte pour y représenter le Kuomintang. En 1957, après l'établissement de relations diplomatiques entre l'Égypte et la république populaire de Chine, il est transféré par Taipei en Arabie saoudite pour servir d'ambassadeur de Taïwan. Il assurera cette charge quatre ans durant, sans jamais retourner à Taïwan.
En 1961, pour cause de « corruption et d'incompétence », Ma Bufang est démis de son poste d'ambassadeur. Pour éviter une sanction du gouvernement de Taïwan, il prend la citoyenneté saoudienne. Il reste en Arabie Saoudite jusqu'à sa mort en 1975. 
Bien qu'il ait eu de nombreuses concubines, Ma Bufang n'eut qu'un fils, Ma Jiyuan (马继援 / 馬繼援, mǎ jìyuán), qui devint commandant divisionnaire dans l'armée de son père.

## Carrière

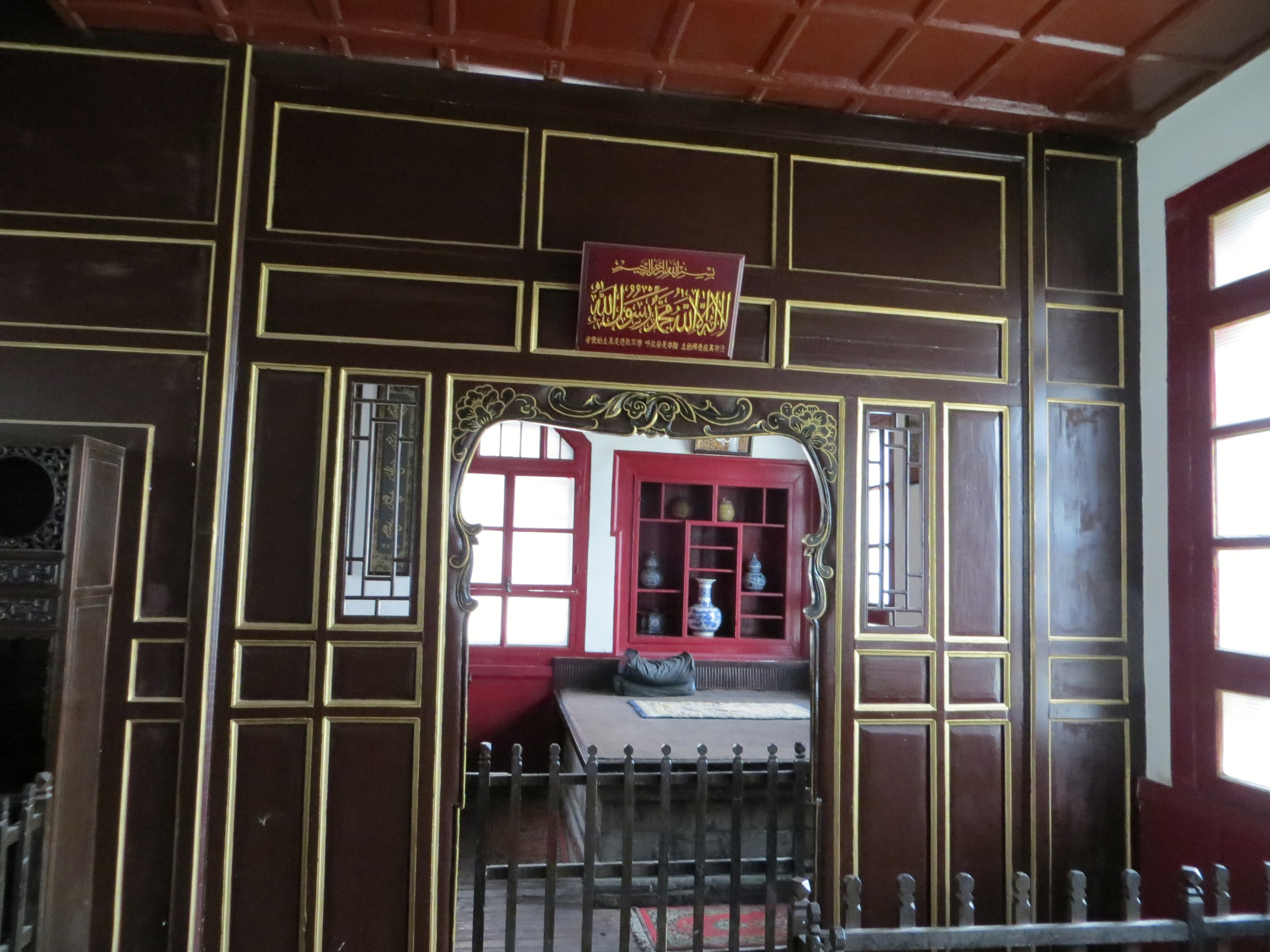
Chambre à coucher de Ma Bufang, dans sa résidence de Xining.

- ? officier général commandant la 9e division.
- ? officier général commandant la troupe II
- 1938 - 1949 gouverneur militaire de la province de Qinghai.
- 1938 - 1941 officier général commandant les troupes LXXXII.
- 1943 - 1945 Commandant en chef du 40e groupe armé.